# Angelo Dorigo
Angelo Dorigo (* 30. Juni 1921 in Belluno) ist ein italienischer Filmregisseur.

## Leben
Dorigo besuchte ab 1939 den Regiekurs am Centro Sperimentale di Cinematografia und wandte sich zunächst als Produzent, Regisseur und Editor dem Dokumentarfilm zu. Zwischen 1957 und 1960 widmete er sich auch intensiv der Arbeit am Theater. Sein Spielfilm-Debüt Amore e guai war nicht zuletzt wegen der komödiantischen Leistung von Hauptdarsteller Marcello Mastroianni ein Erfolg.
Bis 1967 drehte Dorigo, teils unter Pseudonym, weitere Filme, die jedoch nicht an sein Erstlingswerk heranreichten. Dann ging er zum Fernsehen, wo er Kulturprogramme wie „Viaggio intorno all'uomo“ und Shows verantwortete.

## Filmografie (Auswahl)
- 1959: Liebe und Verdruß (Amore e guai) (auch Produktion)
- 1960: La grande vallata (auch Drehbuch)
- 1966: A… come assassino (als Ray Morrison)